# Tượng Phật Di Lặc trên đỉnh núi Cấm

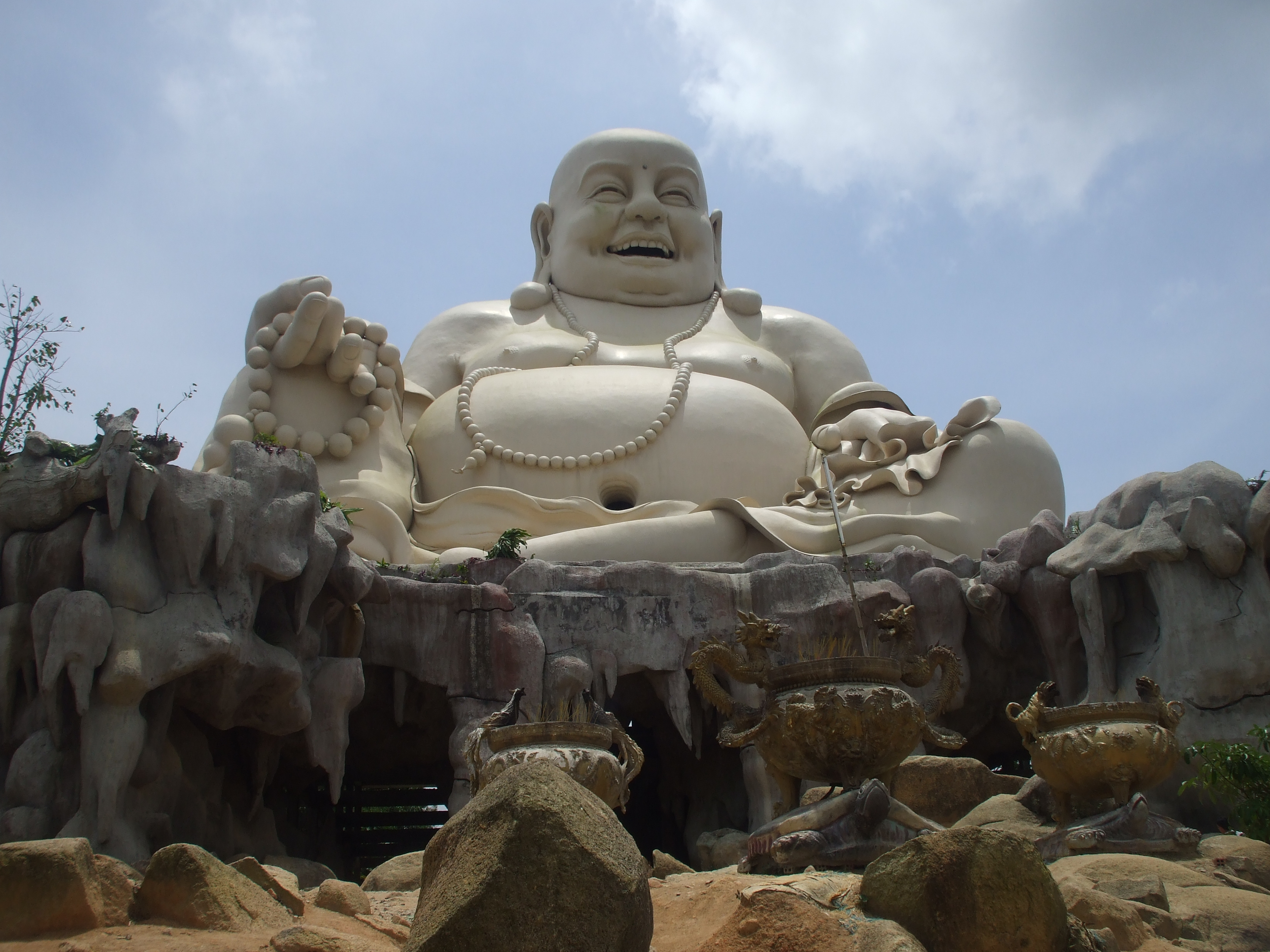
Lúc mới xây

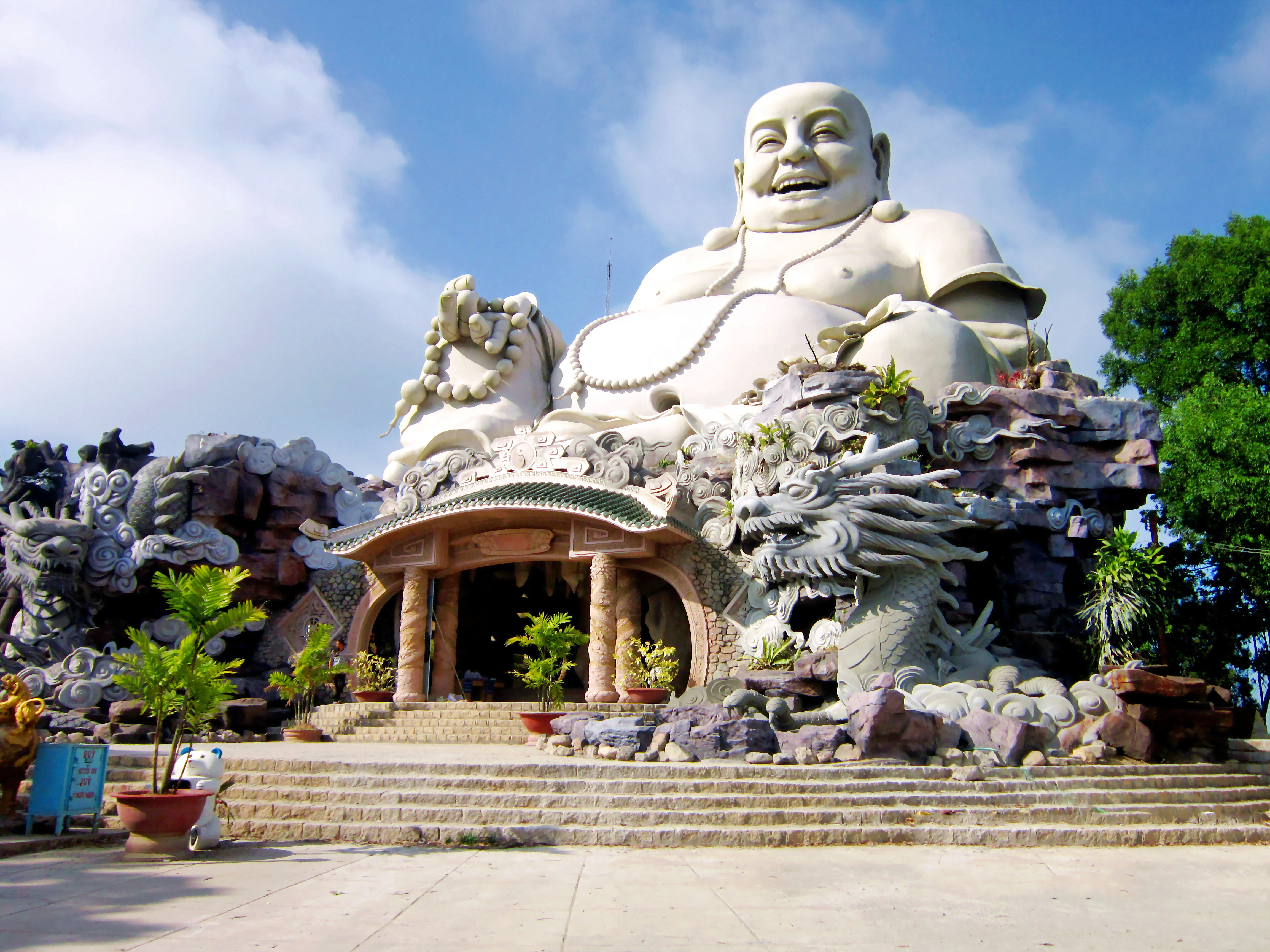
Tượng Phật Di Lặc trên đỉnh núi Cấm

Tượng Phật Di Lặc trên đỉnh núi Cấm thuộc xã An Hảo, thị xã Tịnh Biên, An Giang, Việt Nam. Ở thời điểm năm 2013, thì đây là "tượng Phật Di Lặc trên đỉnh núi lớn nhất Việt Nam và Châu Á" .

## Giới thiệu
Tượng Phật Di Lặc trên đỉnh núi Cấm, theo hình tướng hòa thượng Bố Đại, thuộc chùa Phật Lớn, nằm trong khuôn viên rộng 2,2 ha, bao quanh là núi rừng, và phía trước là hồ Thủy Liêm.
Tượng có chiều cao 33,6 m (tính từ dưới chân đế đến đỉnh đầu), diện tích bệ tượng 27x27 m, tổng trọng lượng cả nền và vỏ tượng gần 1.700 tấn bê tông, cốt thép. Bức tượng đặc tả rõ nét nụ cười an nhiên, từ bi, hỉ xả và bụng to đặc trưng của tượng Phật Di Lặc ở Việt Nam.
Bức tượng do nhà điêu khắc Thụy Lam (tên thật Phạm Dân Chủ, ngụ ở thị xã Tân Châu) phác thảo bản vẽ và giám sát xây dựng, được thực hiện từ tháng 2 năm 2004 đến tháng 12 năm 2005 với khoảng 60 nhân công.
Ngày 2 tháng 1 năm 2006, tượng Phật Di Lặc được Tổ chức Kỷ lục Việt Nam xác lập kỷ lục là "tượng Phật Di Lặc trên đỉnh núi lớn nhất Việt Nam". Và đến ngày 29 tháng 5 năm 2013, thì tượng được công nhận là "tượng Phật Di Lặc lớn nhất trên đỉnh núi ở châu Á". Đến ngày 28 tháng 1 năm 2024, Tượng Phật Di Lặc trên đỉnh núi Bà Đen chính thức khai quang, với chiều cao 36 m, đẩy Tượng Phật Di Lặc trên đỉnh núi Cấm khỏi vị trí số một.
Theo nhiều nhà chuyên môn, tượng Phật Di Lặc trên núi Cấm đạt độ thẩm mỹ cao về kiến trúc và hài hòa giữa không gian núi rừng.... Hiện tại, các hạng mục ở bên ngoài và bên trong pho tượng vẫn còn đang được tiếp tục...

## Một vài hình ảnh

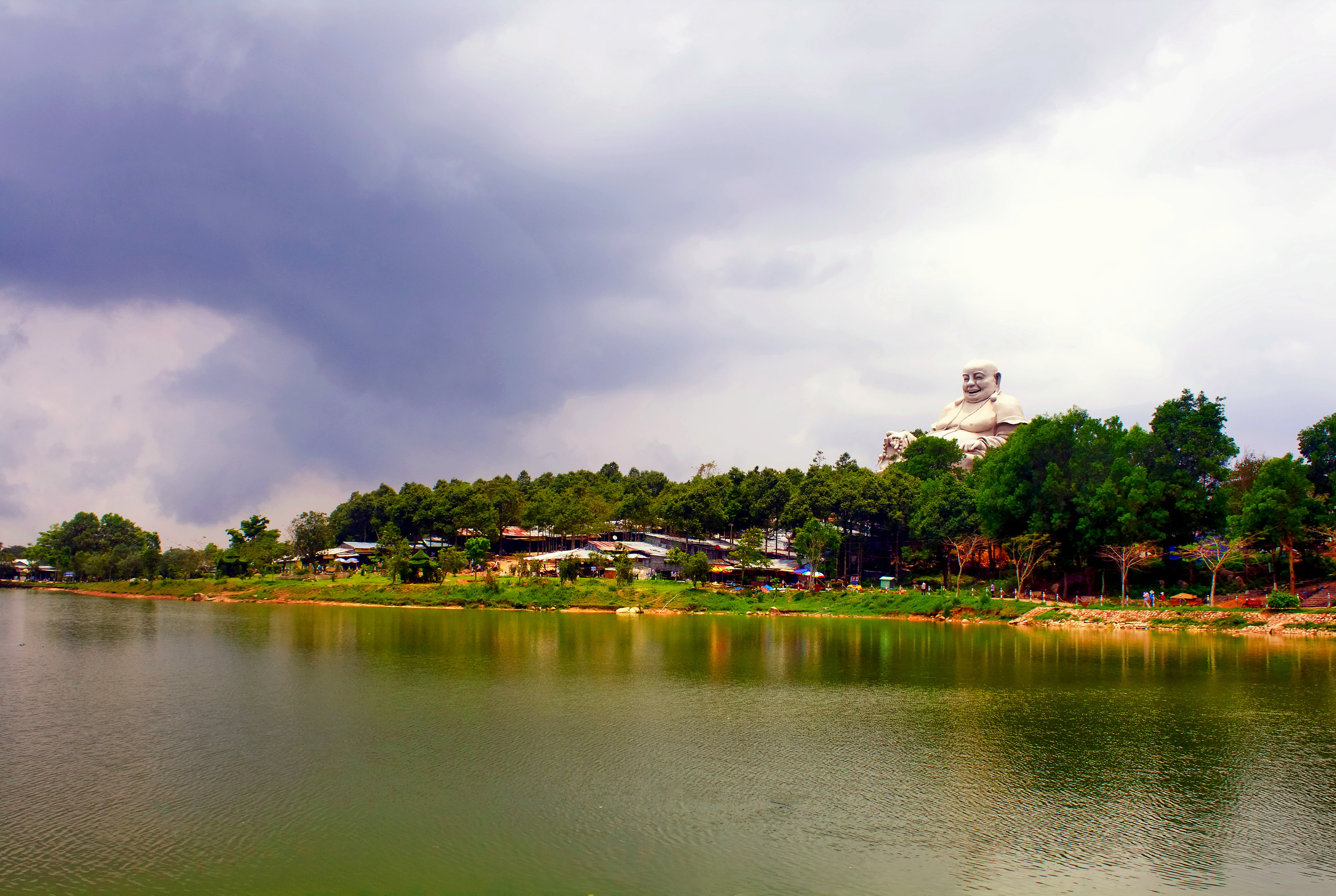
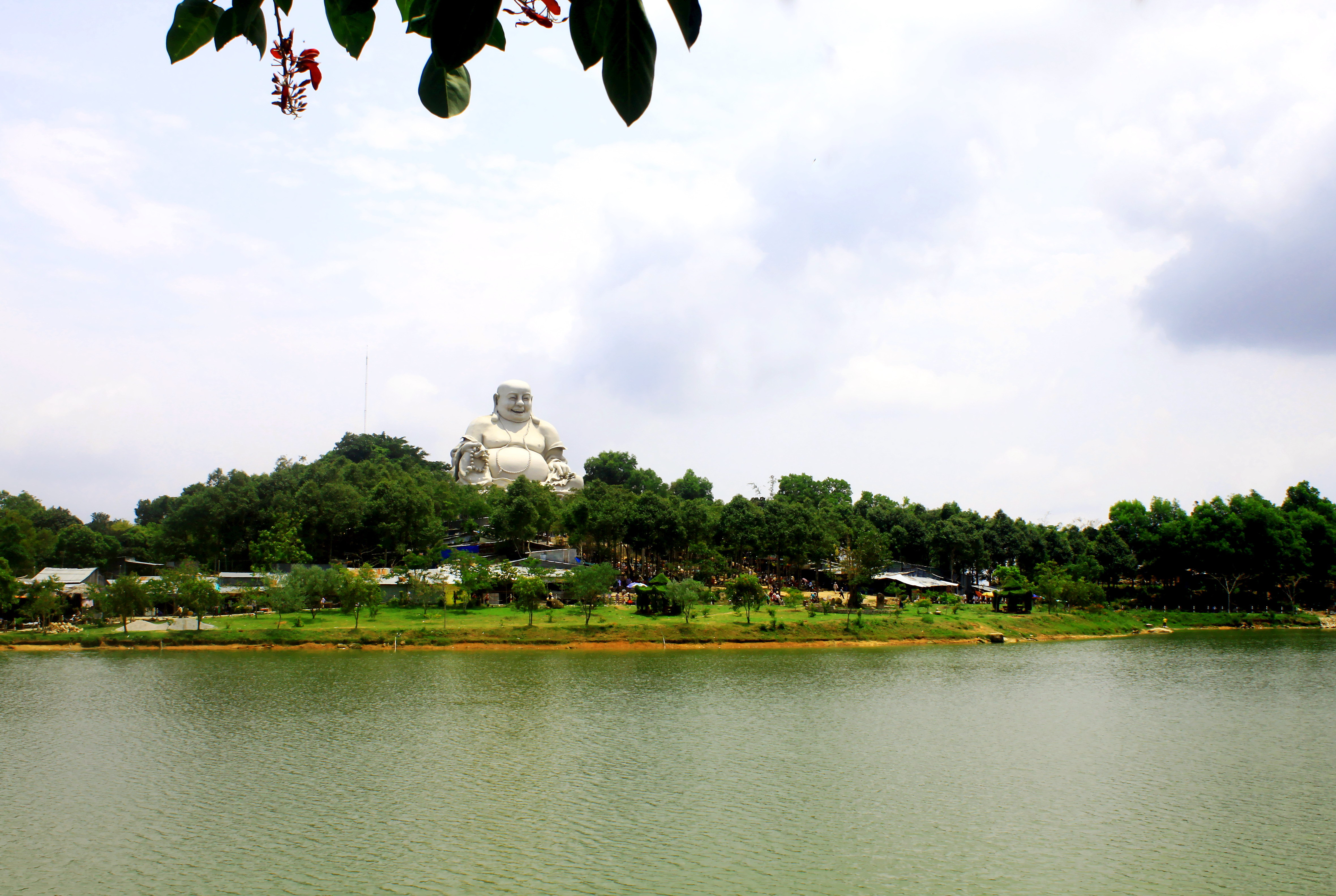
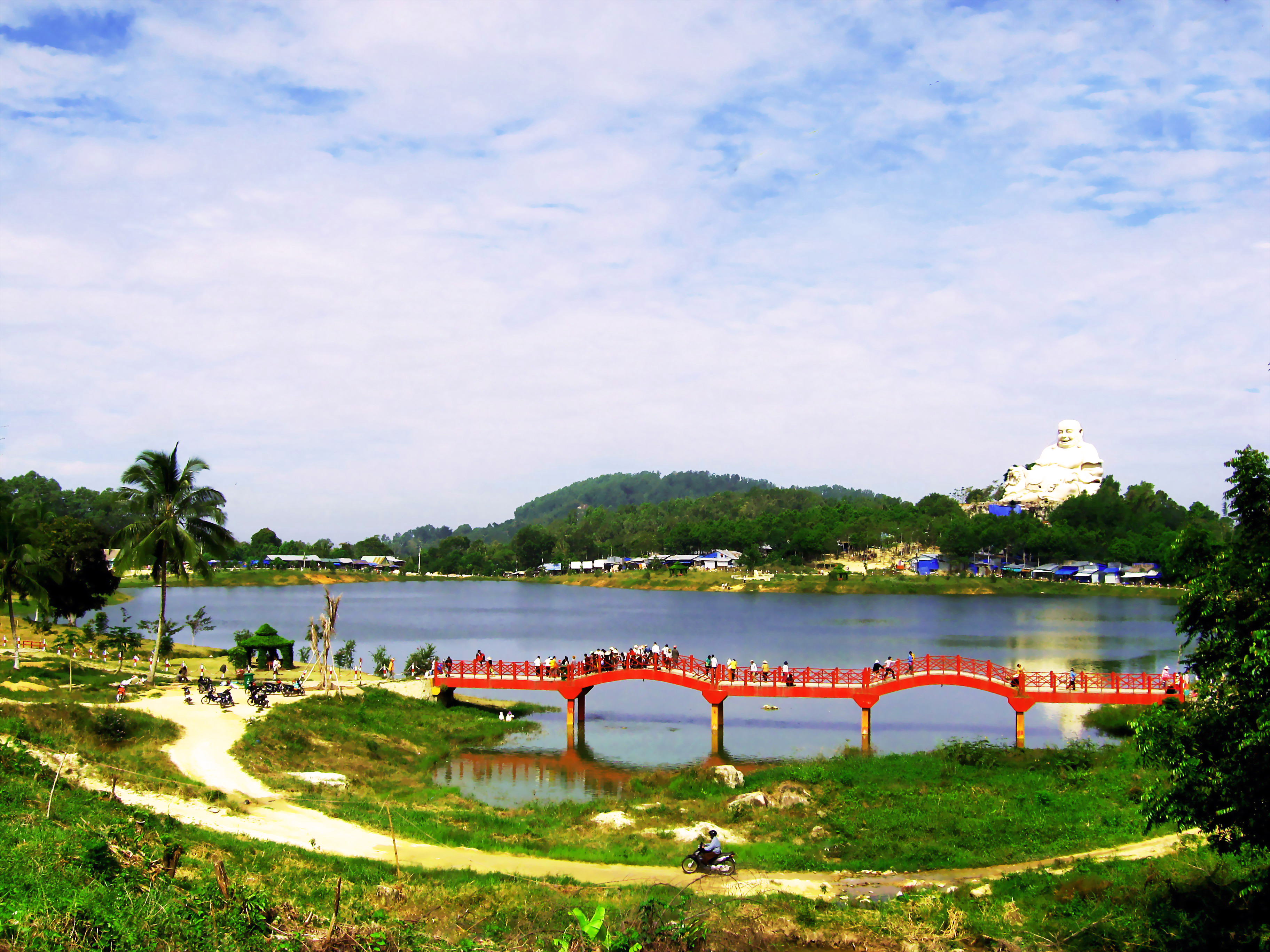
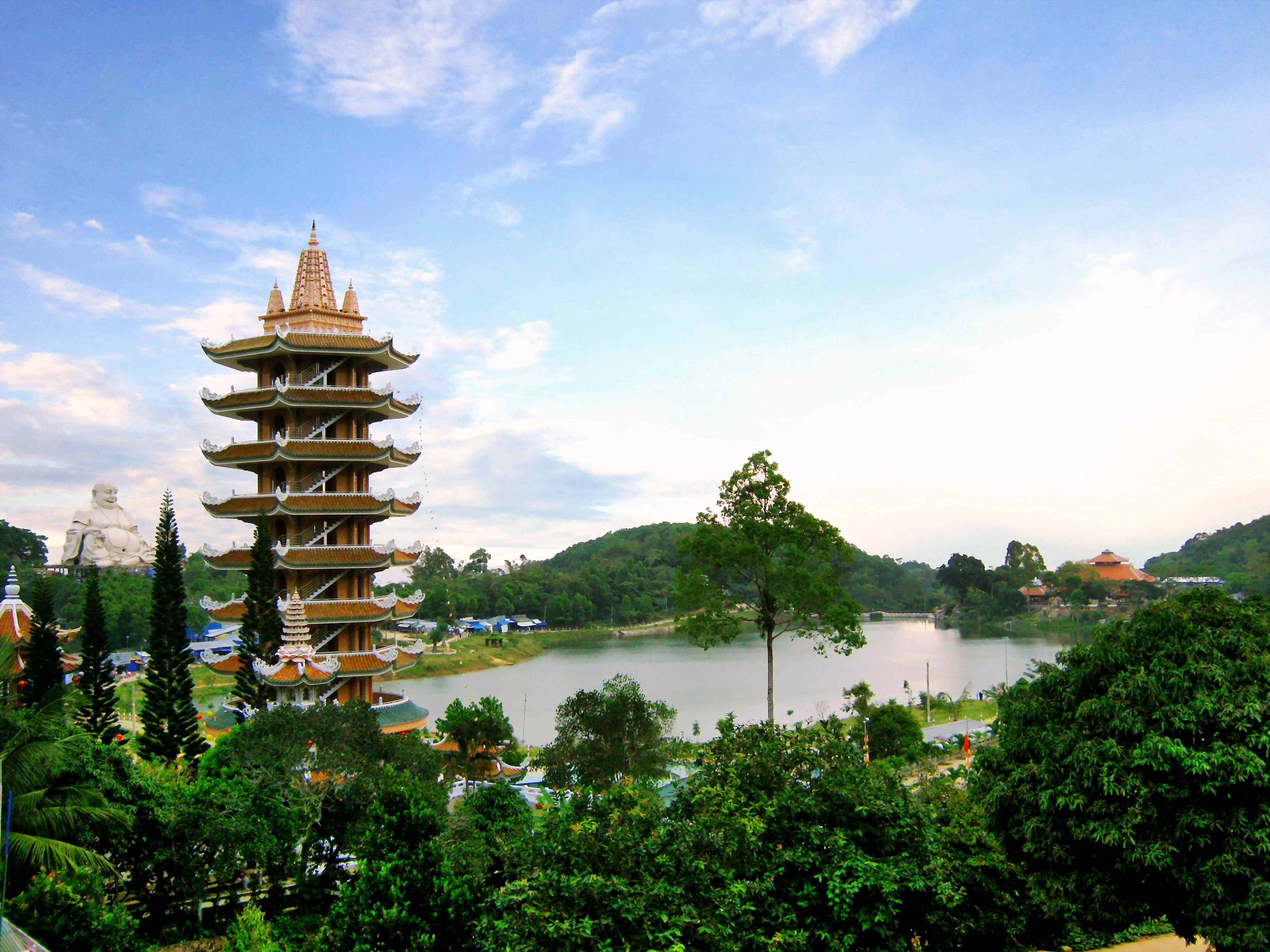